# Meinickeøyane

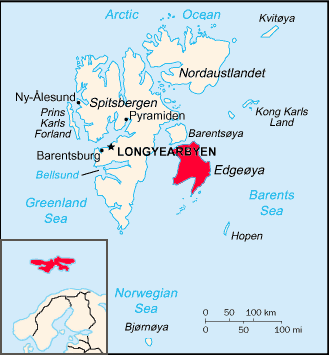
Översiktskarta

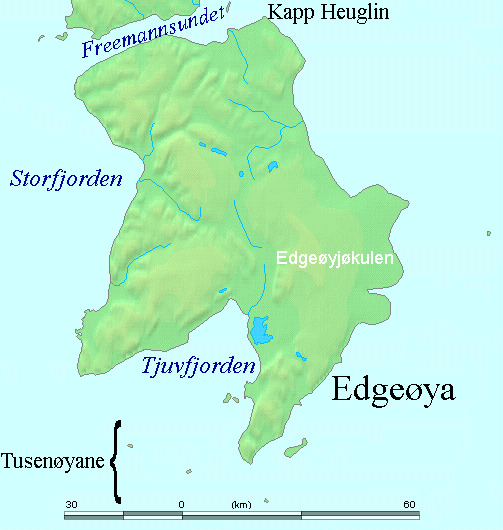
Lägeskarta

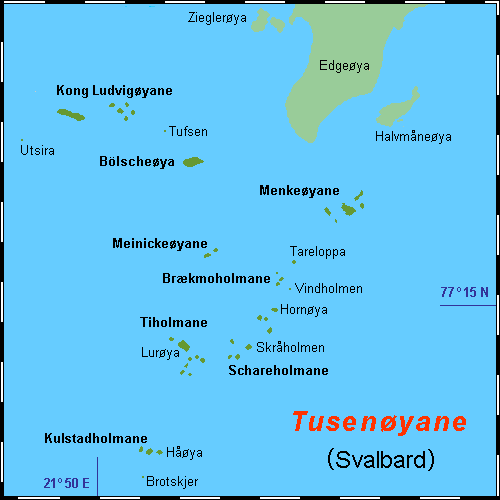
Tusenøyane

Meinickeøyane ( Meinickeöarna) är en liten ögrupp i sydöstra Svalbard i Barents hav i Norra ishavet. Området är en del av Tusenøyane.

## Geografi
Meinickeøyane ligger cirka 225 km sydöst om Longyearbyen, cirka 100 km nordväst om ön Hopen och cirka 20 km sydväst om Edgeøyas södra kust. 
Ögruppen omfattar flera mindre öar och skär. De större är:
- Store Meinickeøya, i den västra delen, största ön

- Vesle Meinickeøya, i den östra delen, Lilla Meinickeön

Förvaltningsmässigt ingår hela Tusenøyane i naturreservatet Søraust-Svalbard naturreservat.
Området är en viktig boplats för en rad arktiska djur, däribland isbjörn och valross, och fåglar, däribland stormfågel, vitkindad gås, prutgås, ejder och silvertärna.

## Historia
Området omnämns första gången 1614 på en karta ritad av holländske Joris Carolus och även på en karta från 1625 från Muscovy Company och holländska kartor kring år 1662 ritade av G. Valk och P. Schenk finns området utmärkt.
Ögruppen är namngiven efter tyske geografen Karl Eduard Meinicke.
1973 inrättades Søraust-Svalbard naturreservat.